# Basolo di Verzy

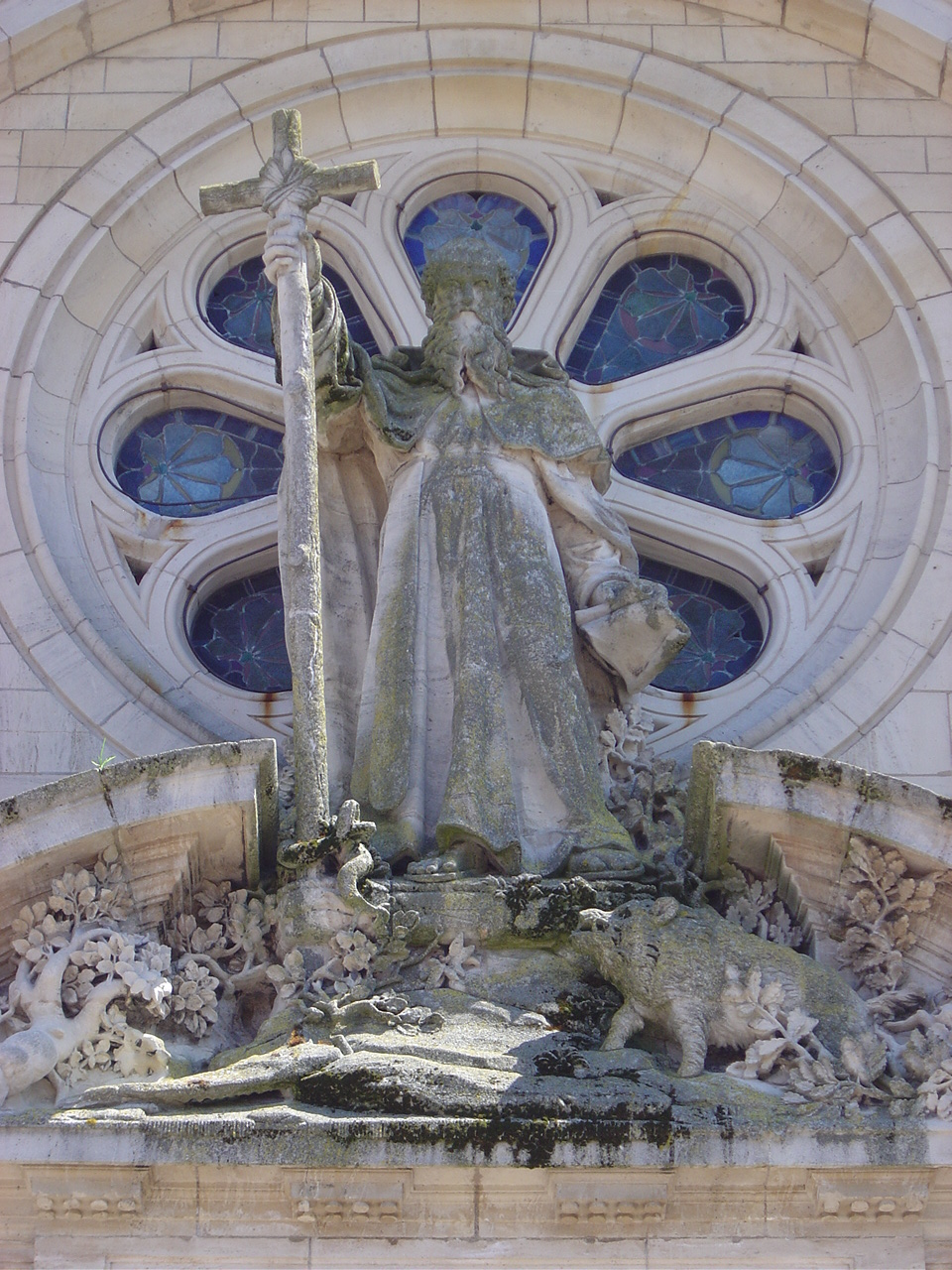
Statua di San Basolo a Dombasle-sur-Meurthe (Victor Huel).

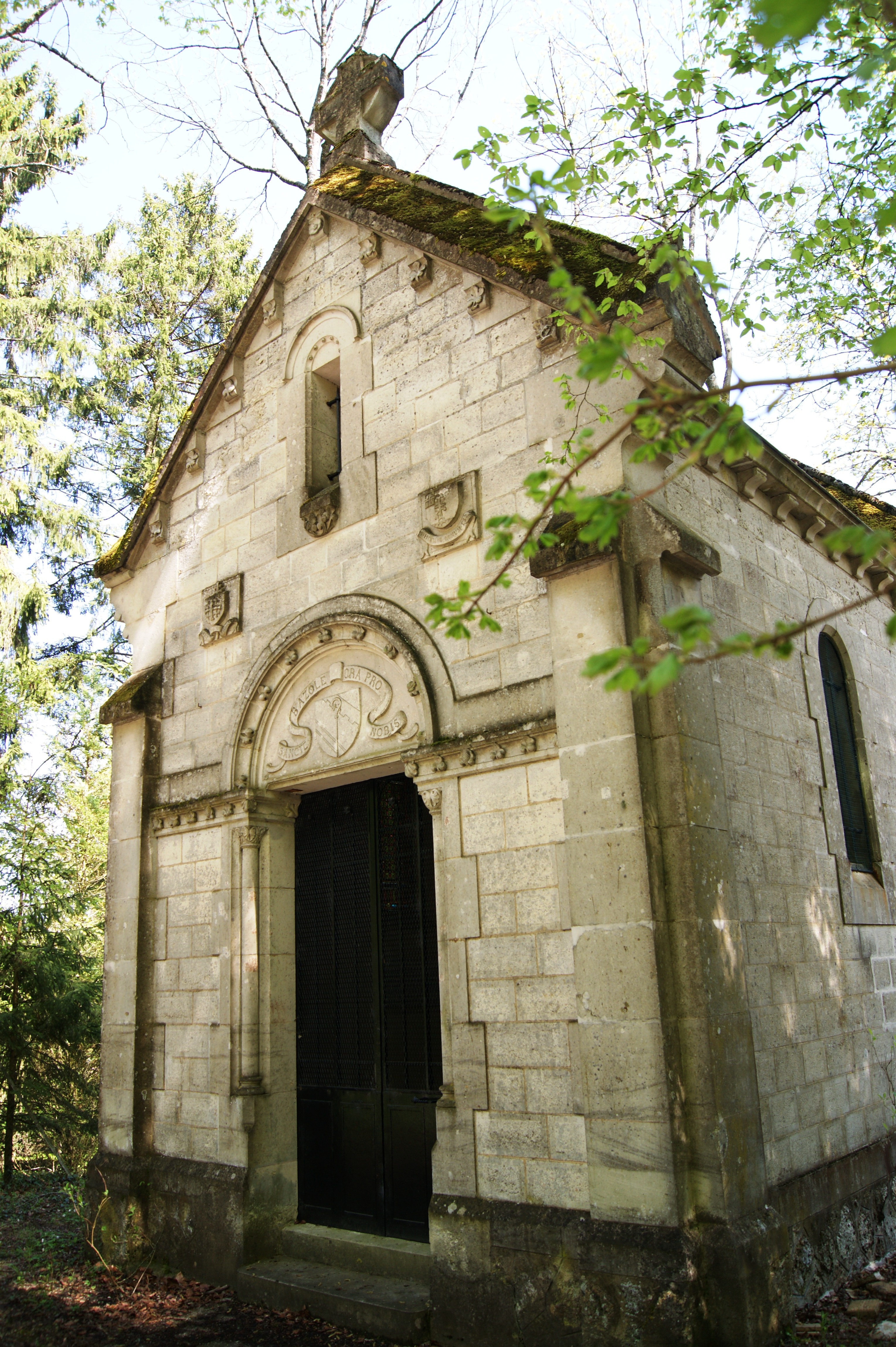
Cappella di San Basolo di Verzy

Basolo di Verzy, in francese Basle (Limosino, 555 circa – Reims, 25 novembre 630), fu un monaco, eremita ed evangelizzatore della Champagne e della Lorena.

## Agiografia
Basolo nacque nel Limosino verso il 555. Ciò che sappiamo della sua vita proviene da Adson, abate di Montier-en-Der, e da Mabillon, che ha parlato di Basolo nei suoi Acta Sanctorum ordinis Sancti Benedicti (Vite dei Santi dell'ordine di San Benedetto).
Egli si trovava ancora presso i suoi genitori quando Egidio, arcivescovo di Reims, venne a rendere loro visita e parlò di san Remigio e del culto che gli veniva reso nella sua città. Udendo questo racconto, Basolo decise di lasciare la propria casa e di trasferirsi nell'Abbazia di San Remigio, dov'era custodita la tomba del santo. Fu qui che egli trascorse il suo periodo di noviziato, prima di inserirsi nel monastero di Verzy. I suoi confratelli, vedendo le sue grandi qualità umane e religiose proposero di nominarlo superiore, ma Basolo rifiutò, preferendo la vita da eremita. Egli si ritirò in una valle selvaggia, ove si costruì un oratorio e una cella.
A quell'epoca il cristianesimo non si era ancora affermato su tutto il territorio e il paganesimo era ancora ben attivo. Gli abitanti onoravano le sorgenti, le rocce, i boschi, e non avevano ancora sentito parlare dei Vangeli. San Basolo prese allora il suo bastone da pellegrino e intraprese l'evangelizzazione dei contadini della zona.
Installandosi ai bordi di una sorgente venerata, egli condusse una vita di preghiera, di penitenza e di servizio alla gente, destando la curiosità degli abitanti, che presto presero familiarità con quel luogo. Fu così che egli annunciò loro la Buona Novella, innalzò una croce vicino a dove pregava e ottenne numerose conversioni. In seguito egli se ne andò più lontano, costruì un nuovo oratorio e ricominciò.
In questo egli seguiva i consigli di Papa Gregorio Magno che diceva:
Tutte le volte che trovate un tempio pagano, un idolo, costruiteci vicino una chiesa, in modo che i pagani, abituati a venire a deporvi lem loro offerte, continuino a venire in quel luogo, ma per adorarvi il Signore al posto delle loro vane divinità. Non è necessario distruggere i templi, basta cambiarne l'utilizzo.
Sempre fedele alla memoria di san Remigio, egli erigeva in suo onore piccole cappelle, e ne parlava a lungo alle sue nuove pecorelle. Egli attraversò così tutta la Francia orientale, da Reims fino a Nancy, passando per Vittel e "spargendo" il suo percorso di cappelle e oratori la sopravvivenza dei cui nomi attesta il suo periplo apostolico. 
Ritenendo compiuta la sua missione, san Basolo ritornò nella Champagne, al suo iniziale romitaggio, ove morì il 25 novembre 630.

## Venerazione

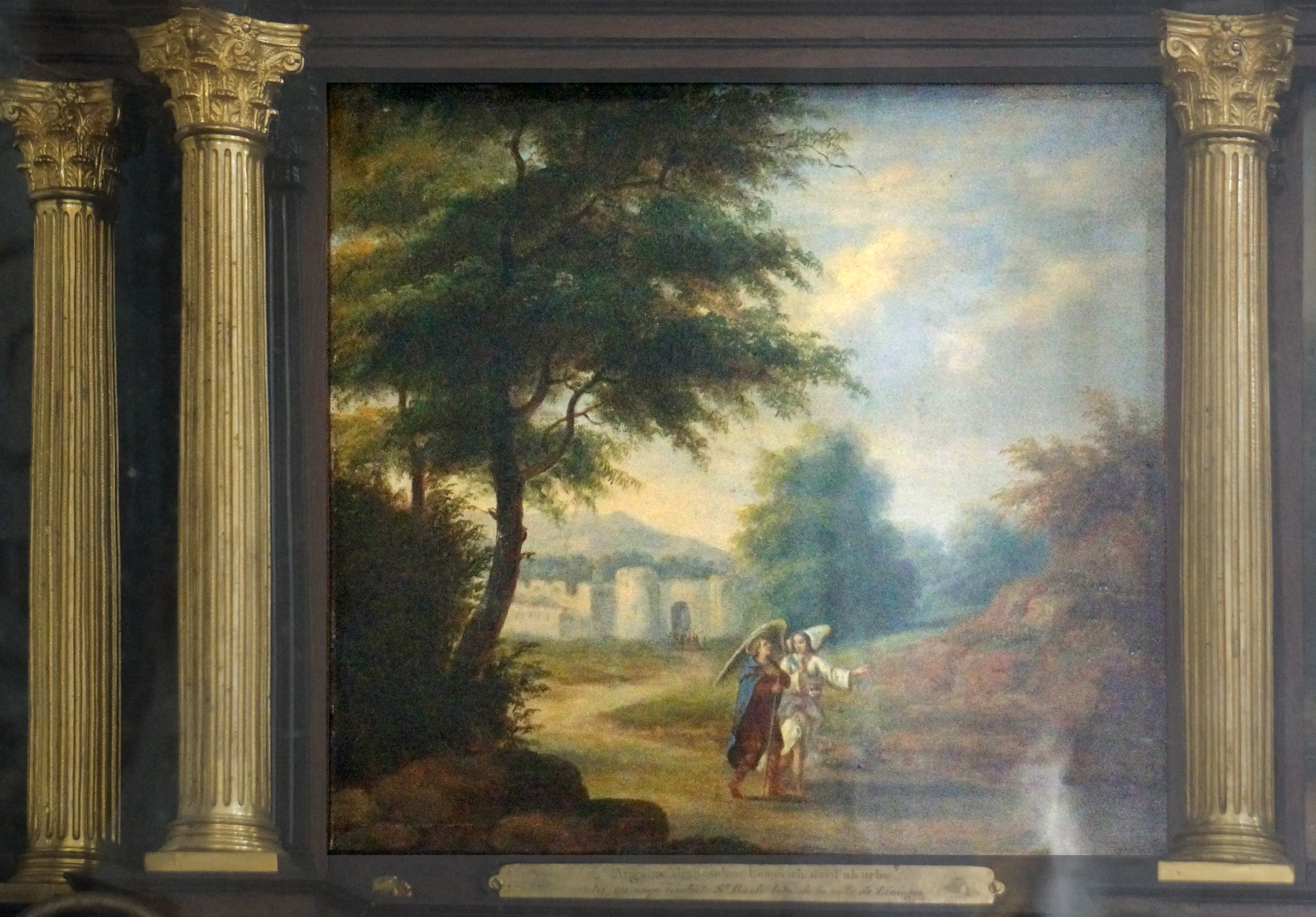
Dipinto illustrante Basolo, nella chiesa di Verzy.

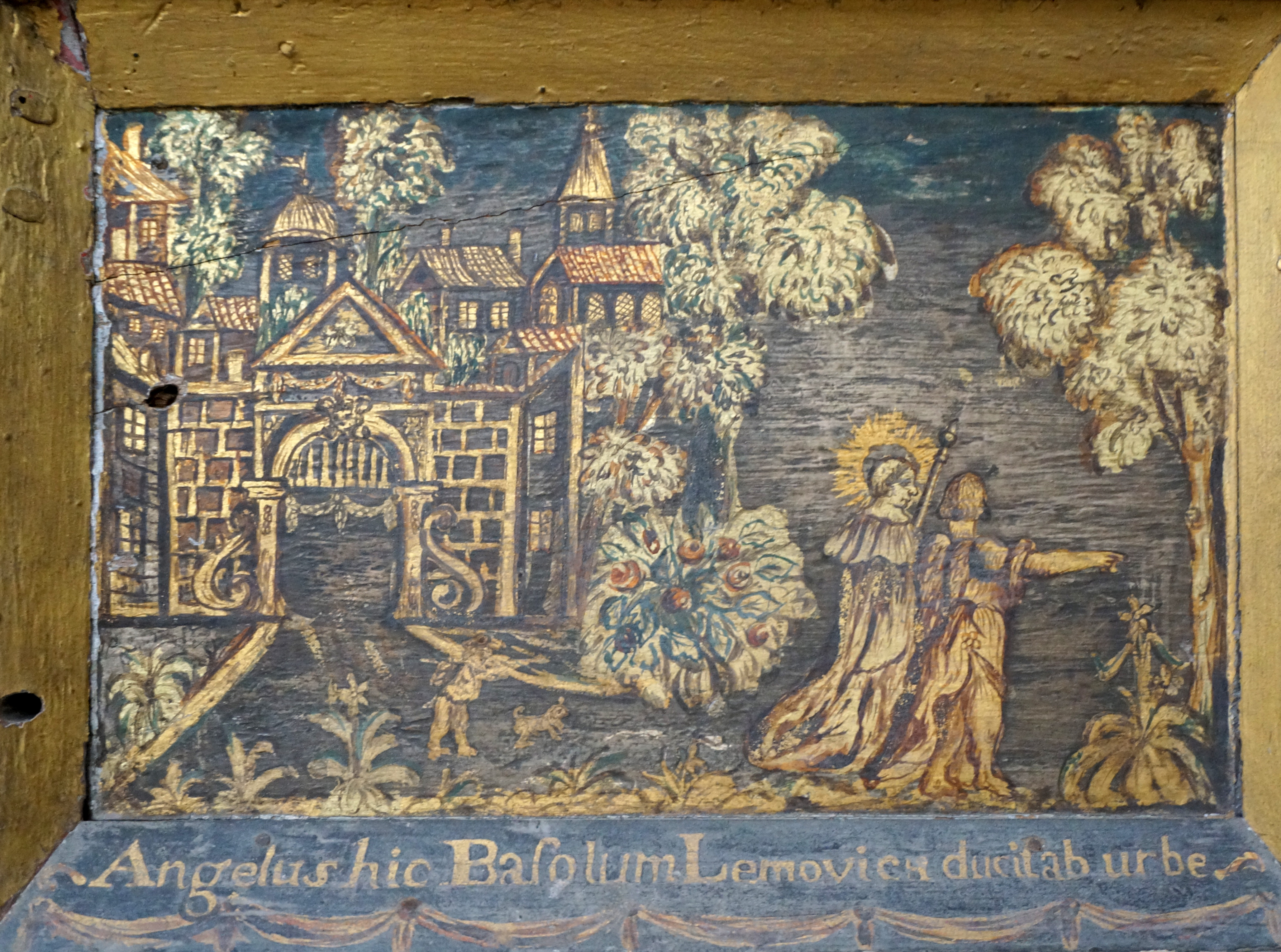
Dipinto illustrante Basolo, nella chiesa di Verzy.

Molti miracoli furono prodotti in quel luogo, il che rese san Basolo sempre più celebre, al punto che molti anni dopo i monaci di Verzy eressero un nuovo monastero intorno alla sua tomba, che prese il nome di Abbazia di San Basolo di Verzy. Essi costruirono anche una chiesa per ospitarvi le reliquie del santo. Tutti gli anni, il lunedì della Pentecoste, la cassa di san Basolo veniva condotta solennemente alla cattedrale di Reims.
Il culto di san Basolo è proseguito fino alla Rivoluzione, quando i monaci furono dispersi. Nel 1795 la sua cassa fu riesumata e una reliquia del santo fu offerta a Dombasle-sur-Meurthe. Le pietre dell'abbazia distrutta furono utilizzate ulteriormente per la costruzione di un campo militare.
Se i pellegrinaggi in omaggio di san Basolo a Lignéville sono ancora durati alcuni anni nel XX secolo, così come la sua memoria in alcuni edifici minori, il ricordo di questo santo evangelizzatore della Champagne e della Lorena pare attualmente quasi completamente dimenticato. 
Tuttavia, molti comuni francesi portano il suo nome:
- Dombasle-en-Argonne
- Dombasle-en-Xaintois
- Dombasle-devant-Darney
- Dombasle-sur-Meurthe
- Saint-Baslemont
- Droupt-Saint-Basle

Una località sita nel territorio comunale di Bussy-le-Château porta ancora il suo nome: il Monte di San Basolo.

## Bibliografia

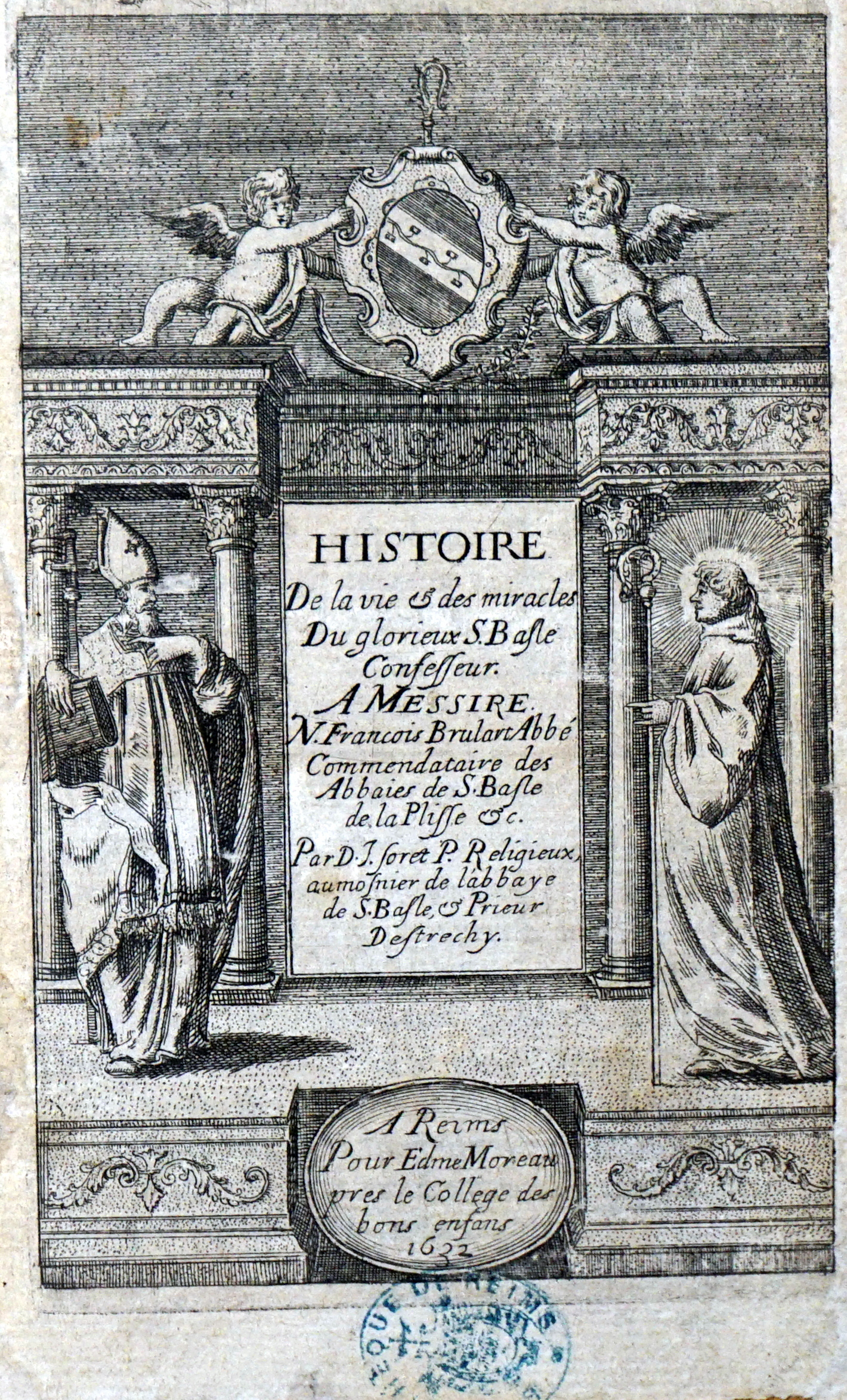
Una Vita di San Basolo dedicata a Nicolas Brulart de Sillery del 1632, allora abate di Verzy, biblioteca Carnegie (Reims).